# Physocyclus dugesi
Physocyclus dugesi o araña patona es un arácnido, perteneciente a la familia Pholcidae, del orden Araneae. Esta especie fue descrita por Simon en 1893.

## Nombre común
- Español: araña patona.

## Clasificación y descripción de la especie
Es una araña perteneciente a la familia Pholcidae, del orden Araneae. El cefalotórax es de color café claro o amarillo claro, con una zona de color oscuro en forma de “V” o “Y” alrededor de la fóvea. El opistosoma es globoso, color marrón con marchas blancas irregulares. Las patas son alargadas, color amarillo pálido, delgadas. Son arañas de tamaño pequeño, el cual no rebasa los 0.7 cm de cuerpo. Su veneno no es de importancia médica, aunque en algunas ocasiones se le confunde con la araña de rincón Loxosceles sp. la principal diferencia, a simple vista, es que Physocyclus dugesi no muestra el “violín” marcado en el carapacho, y tampoco tiene el acabado lustroso del opistosoma y carapacho.

## Distribución de la especie
Esta especie se encuentra desde la parte norte de México hasta Centroamérica.

## Ambiente terrestre
Tienden a vivir en partes oscuras y cubiertas, como grietas o cortes de tierra, en telarañas irregulares que llegan a extenderse hasta 50 cm². Se le relaciona comúnmente con viviendas.

## Estado de conservación
No se encuentra dentro de ninguna categoría de riesgo en las normas nacionales e internacionales, esto debido en gran medida al bajo conocimiento que se tiene de la especie.